# Meridiano 11 E
O meridiano 11 E é um meridiano que, partindo do Polo Norte, atravessa o Oceano Ártico, Oceano Atlântico, Europa, África, Oceano Antártico, Antártida e chega ao Polo Sul. Forma um círculo máximo com o meridiano 169 W.
Começando no Polo Norte, o meridiano 11º Este tem os seguintes cruzamentos:
| País, território ou mar | Notas                                                             |
| ----------------------- | ----------------------------------------------------------------- |
| Oceano Ártico           |                                                                   |
| Noruega                 | Ilhas de Spitsbergen e Prins Karls Forland, Svalbard              |
| Oceano Atlântico        |                                                                   |
| Noruega                 | Ilha de Vikna, continente, e ilha de Kirkøy                       |
| Suécia                  | Ilhas Koster                                                      |
| Escagerraque            |                                                                   |
| Categate                |                                                                   |
| Dinamarca               | Ilha de Læsø                                                      |
| Categate                | Passa a leste de Grenå, Jutlândia, Dinamarca                      |
| Dinamarca               | Ilha da Zelândia                                                  |
| Grande Belt             | Cruza a Ponte do Grande Belt                                      |
| Smålandsfarvandet       |                                                                   |
| Dinamarca               | Ilha de Lolland                                                   |
| Baía de Kiel            |                                                                   |
| Alemanha                | Península de Vágria                                               |
| Baía de Lübeck          |                                                                   |
| Alemanha                |                                                                   |
| Áustria                 |                                                                   |
| Itália                  |                                                                   |
| Mar Mediterrâneo        | Passa entre Ilha Giglio e a península do Monte Argentario, Itália |
| Tunísia                 | Península do Cabo Bon                                             |
| Mar Mediterrâneo        |                                                                   |
| Tunísia                 |                                                                   |
| Mar Mediterrâneo        |                                                                   |
| Tunísia                 | Ilhas Kerkennah                                                   |
| Mar Mediterrâneo        |                                                                   |
| Tunísia                 | Ilha de Djerba e continente                                       |
| Líbia                   |                                                                   |
| Argélia                 |                                                                   |
| Níger                   |                                                                   |
| Nigéria                 |                                                                   |
| Camarões                |                                                                   |
| Guiné Equatorial        |                                                                   |
| Gabão                   |                                                                   |
| Oceano Atlântico        |                                                                   |
| Oceano Antártico        |                                                                   |
| Antártida               | Terra da Rainha Maud, reclamada pela Noruega                      |